# Defileervlaggen van 1938

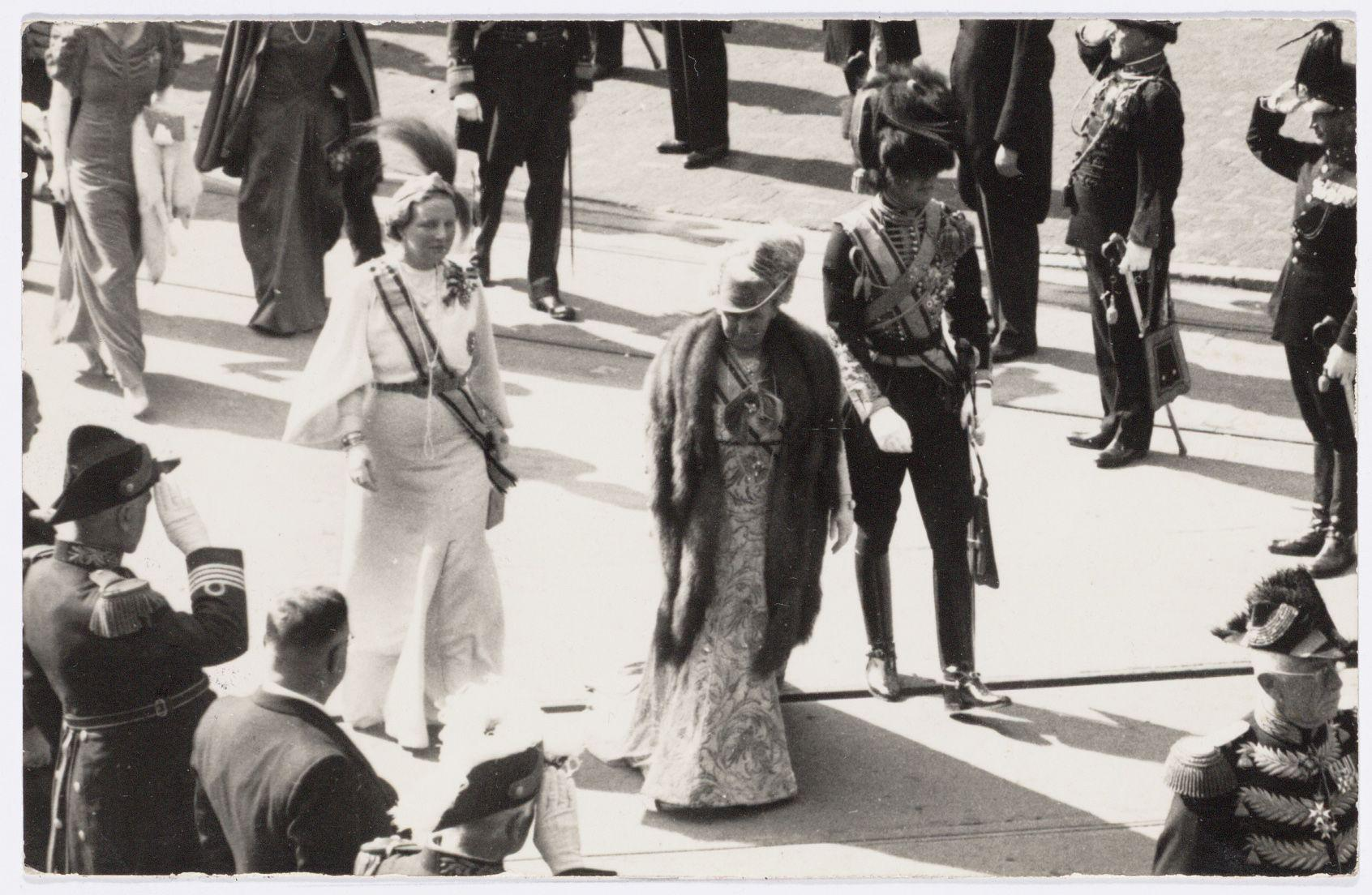
Wilhelmina tijdens het defilé in Amsterdam

Tijdens het defilé in Amsterdam ter gelegenheid van het veertigjarig regeringsjubileum van koningin Wilhelmina, gehouden op 6 september 1938 voor het Paleis op de Dam, trokken afgevaardigden van iedere Nederlandse gemeente langs de vorstin. De organisatie had daarbij bedacht dat iedere delegatie voorafgegaan werd door een drager met een gemeentevlag. Ook iedere provincie werd van een vlag voorzien. Het feit dat het merendeel van de gemeenten en provincies in Nederland op dat moment geen eigen vlag had, bracht de organisatie ertoe de ontbrekende vlaggen zelf te ontwerpen. 

## Provincievlaggen
De provincies Friesland en Noord-Brabant hadden als enige reeds een vlag. Voor de negen andere provincies werd een eigen vlag ontworpen. Als uitgangspunt werden de kleuren van het wapen van de betreffende provincie genomen. Deze werden in horizontale banen in de vlag verwerkt, waarbij de vlaggen voor Noord-Holland en Overijssel exact aan elkaar gelijk werden.
| Provincie     | Beschrijving vlag                                         | Afbeelding vlag | Opmerking                |
| ------------- | --------------------------------------------------------- | --------------- | ------------------------ |
| Friesland     | Zie Vlag van Friesland                                    | [ 1 ]           |                          |
| Noord-Brabant | Zie Vlag van Noord-Brabant                                | [ 2 ]           |                          |
| Drenthe       | Vier gelijke horizontale banen: Geel Wit Rood Blauw       | [ 3 ]           |                          |
| Gelderland    | Twee gelijke horizontale banen: Geel Blauw                | [ 4 ]           |                          |
| Groningen     | Vijf gelijke horizontale banen: Rood Wit Groen Wit Blauw  | [ 5 ]           |                          |
| Limburg       | Vijf gelijke horizontale banen: Rood Wit Zwart Geel Blauw | [ 6 ]           |                          |
| Noord-Holland | Drie gelijke horizontale banen: Rood Geel Blauw           | [ 7 ]           | Gelijk aan Overijssel    |
| Overijssel    | Drie gelijke horizontale banen: Rood Geel Blauw           | [ 8 ]           | Gelijk aan Noord-Holland |
| Utrecht       | Drie gelijke horizontale banen: Rood Wit Geel             | [ 9 ]           |                          |
| Zeeland       | Vier gelijke horizontale banen: Geel Rood Blauw Wit       | [ 10 ]          |                          |
| Zuid-Holland  | Twee gelijke horizontale banen: Rood Geel                 | [ 11 ]          |                          |

De status van deze vlaggen is onbekend.

## Gemeentevlaggen
Gemeenten zonder eigen vlag kregen een vierkante vlag toebedeeld met zijden van ca. 140 cm die bestond uit de kleuren van de betreffende provincievlag, met daarop in het kanton een afbeelding van het gemeentewapen. De meeste vlaggen werden door Vlisco (toenterijd onder de naam P. Fentener van Vlissingen & Co) geleverd en werden waarschijnlijk gefabriceerd in de dependance Lommel in België. Iedere Nederlandse gemeente had op dat moment een eigen wapen. Deze gemeentevlaggen zijn gelegenheidsvlaggen en kunnen niet worden gezien als voorloper van een gemeentevlag. Desondanks hebben sommige gemeenten sindsdien officieus de defileervlag of een daarop gebaseerde vlag als gemeentevlag gevoerd; sommige gemeenten zelfs tot aan het moment van opheffing. Vier gemeenten voeren anno 2019 nog steeds een vlag die op de defileervlag is gebaseerd, al is in drie daarvan de vierkante vlag vervangen door een vlag met een hoogte-breedteverhouding van 2:3.
Het ontwerp van de vlaggen is waarschijnlijk een kopie van de vlaggen zoals die bij de viering van het 750-jarig bestaan van 's-Hertogenbosch in 1935 tijdens een defilé op initiatief van rijksarchivaris mr. J.P.W.A. Smit door de Noord-Brabantse gemeenten zijn gedragen. Het is daarom zonder verdere bronnen niet met zekerheid te zeggen welke Noord-Brabantse gemeenten de vlag toen reeds als gemeentevlag hebben aangenomen.
Verscheidene gemeenten die een kopie of afgeleide van de defileervlag als gemeentevlag gevoerd, hebben deze later vervangen door een andere. Onder andere Barendrecht, IJsselmuiden, Nieuwerkerk aan den IJssel, Nieuwveen, Putten, Rossum, Someren, Stramproy, Wieringen en Zijpe voerden jarenlang een gemeentevlag die op de defileervlag was gebaseerd.

## Gevolgen voor de ontwikkeling van provincie- en gemeentevlaggen in Nederland
Vanwege de vlaggenparade tijdens het defilé is in veel provincies en gemeenten een discussie ontstaan over de invoering van een eigen vlag. Vanaf 1938 zijn veel vlaggen ontstaan, hoewel niet iedere gemeente een eigen vlag heeft aangenomen. Als gevolg van de tussenkomst van de Tweede Wereldoorlog zijn de meeste vlaggen pas vanaf het eind van de jaren 1940 aangenomen.
Uiteindelijk is geen enkele provincievlag die voor deze gelegenheid was ontworpen naderhand als zodanig aangenomen. Enkele provincies hebben teruggegrepen op oudere vlaggen; voor andere provincies is een geheel nieuwe vlag ontworpen. Bij officiële gelegenheden worden de provincievlaggen op volgorde van anciënniteit op rij geplaatst. Dan is duidelijk te zien welke ontwerpen het meest recent zijn, en welke het oudst.

## Gemeentevlaggen die waarschijnlijk gebaseerd zijn op de defileervlaggen
Gemeentevlaggen die tot aan de opheffing in gebruik waren of nog in gebruik zijn. De vierkante exemplaren zijn vrijwel zeker van de defileervlaggen afgeleid. De meeste Nederlandse gemeentevlaggen hebben een hoogte-breedteverhouding van 2:3, in tegenstelling tot de vierkante defileervlaggen uit 1935 ('s-Hertogenbosch) en 1938 (Amsterdam).

### Noord-Brabant

Vlag van Bakel en Milheeze
Vlag van Cuijk en Sint Agatha
Vlag van Den Dungen
Vlag van Etten en Leur
Vlag van Escharen
Vlag van 's-Hertogenbosch
Vlag van Hooge en Lage Mierde
Vlag van Hoogeloon, Hapert en Casteren
Vlag van Loon op Zand
Vlag van Oost-, West- en Middelbeers
Vlag van Oosterhout
Vlag van Rosmalen
Vlag van Valkenswaard
Vlag van Vessem, Wintelre en Knegsel
Vlag van Vught

### Gelderland

Vlag van Batenburg
Vlag van Buren
Vlag van Doetinchem
Vlag van Epe (nog in gebruik)
Vlag van Gorssel
Vlag van Hurwenen
Vlag van Laren
Vlag van Lienden
Vlag van Nijkerk
Vlag van Oldebroek (nog in gebruik)
Vlag van Putten
Vlag van Rossum
Vlag van Tiel
Vlag van Wadenoijen
Vlag van Zelhem
Vlag van Zoelen

### Groningen

Vlag van Delfzijl
Vlag van Stedum

### Limburg

Vlag van Stramproy
Vlag van Voerendaal
Vlag van Weert

### Noord-Holland

Vlag van Anna Paulowna
Vlag van Enkhuizen
Vlag van Hensbroek
Vlag van Jisp
Vlag van Krommenie
Vlag van Nibbixwoud
Vlag van Wieringen
Vlag van Zaandijk
Vlag van Zijpe

### Overijssel

Vlag van Bathmen
Vlag van Diepenheim
Vlag van Enschede
Vlag van Giethoorn
Vlag van Hellendoorn (nog in gebruik)
Vlag van IJsselmuiden
Vlag van Wanneperveen

### Utrecht

Vlag van Amerongen
Vlag van Eemnes (nog in gebruik)
Vlag van Kockengen
Vlag van Leusden
Vlag van Stoutenburg
Vlag van Zegveld
Vlag van Zuilen

### Zeeland

Vlag van Burgh
Vlag van Haamstede
Vlag van Nieuw- en Sint Joosland
Vlag van Noordgouwe
Vlag van Oud-Vossemeer
Vlag van Oudelande

### Zuid-Holland

Vlag van Barendrecht
Vlag van Bleiswijk
Vlag van Haastrecht
Vlag van Langerak
Vlag van Moordrecht
Vlag van Oudenhoorn
Vlag van Rockanje
Vlag van Woubrugge
Vlag van Zevenhoven
Vlag van Zevenhuizen

Albanië · Andorra · Argentinië · Australië · Bahrein · België · Bolivia · Bosnië en Herzegovina · Brazilië · Bulgarije · Canada · Chili · China · Colombia · Comoren · Costa Rica · Denemarken · Dominicaanse Republiek · Duitsland · Ecuador · Egypte · El Salvador · Estland · Ethiopië · Filipijnen · Finland · Frankrijk · Gabon · Georgië · Ghana · Griekenland · Guatemala · Guyana · Honduras · Hongarije · Ierland · India · Indonesië · Irak · Italië · Japan · Kazachstan · Kenia · Kirgizië · Koeweit · Kroatië · Liberia · Litouwen · Maleisië · Marshalleilanden · Mexico · Micronesië · Moldavië · Mongolië · Myanmar · Nederland · Nicaragua · Nieuw-Zeeland · Nigeria · Noorwegen · Oeganda · Oekraïne · Oostenrijk · Pakistan · Palau · Panama · Papoea-Nieuw-Guinea · Paraguay · Peru · Polen · Portugal · Roemenië · Rusland · Salomonseilanden · Sao Tomé en Principe · Servië · Slowakije · Soedan · Somalië · Spanje · Sri Lanka · Suriname · Tanzania · Thailand · Tsjechië · Uruguay · Vanuatu · Venezuela · Verenigd Koninkrijk · Verenigde Arabische Emiraten · Verenigde Staten · Wit-Rusland · Zuid-Afrika · Zuid-Korea · Zuid-Soedan · Zweden · Zwitserland
Historisch: Joegoslavië · Oostenrijk-Hongarije · Sovjet-Unie
Zie ook: Vlaggenlijsten per land · Vlaggen van afhankelijke gebieden · Vlaggen van gemeenten (per land)